# Billinge församling
Billinge församling var en församling i Lunds stift och i Eslövs kommun. Församlingen uppgick 2002 i Östra Onsjö församling.

## Administrativ historik
Församlingen har medeltida ursprung. 
Församlingen var till och med 1991 moderförsamling i pastoratet Billinge och Röstånga, som från 1962 till och med 1991 även omfattade Konga församling och Asks församling. Från 1992 till och med 2001 annexförsamling i pastoratet Stehag, Trollenäs, Bosarp, Västra Strö och Billinge. Församlingen uppgick 2002 i Östra Onsjö församling.

## Kyrkor
- Billinge kyrka